# Ina Kleber
Ina Kleber, född 29 september 1964 i Greiz i Thüringen, är en före detta östtysk simmare.
Kleber blev olympisk silvermedaljör på 100 meter ryggsim vid sommarspelen 1980 i Moskva.